# Rúmil
Rúmil je izmišljen lik iz Tolkienove mitologije, serije knjig o Srednjem svetu britanskega pisatelja J. R. R. Tolkiena.
Omenjen je kot vilinski vedoznalec iz mesta Tirion; bil je pripadnik drugega vilinskega klana Noldor. Znan je po tem, da je osnoval pisavo sarati, ki je pozneje Fëanorju služila kot podlaga za pisavo tengvar. Bil je tudi dober jezikoslovec; ko so v Valinor prišli pripadniki tretjega vilinskega klana - Teleriji, je raziskoval, kako se je telerski jezik razvijal v primerjavi s kvenjo, saj sta se oba jezika razvila iz istega prajezika.
Rúmil je bil eden izmed Globokih vilinov, ki so zavrnili Fëanorja in je ostal v Tirionu, kjer je predvidoma še v času dogajanja v romanu Gospodar prstanov.
V Zgodovini Srednjega sveta je Rúmil priznan kot avtor nekaj besedil, ki so vključena v Silmarillion: Ainulindalë, Valaquenta in Annals of Aman. Napisal je tudi dela: Lhammas in Lhammasethen ter Ambarkanta. Pengolodh Gondolinski je kasneje nadaljeval in končal večino njegovih del.